# Missing (久保田利伸の曲)
「Missing」（ミッシング）は、日本のシンガーソングライター、久保田利伸の楽曲。

## 概要
1986年9月10日にリリースされた1stアルバム『SHAKE IT PARADISE』に初収録。シングル曲ではないものの自身の代表曲の1つであり、数々のアーティストにもカヴァーされている楽曲である（後述）。
尚、プロモーション用ではあるが、「流星のサドル」と共にシングルカットされた。
フジテレビ系「2010 FNS歌謡祭」では平井堅とコラボレーションし、歌唱している。
本作の初出から29年8ヶ月後の、2016年5月度日本レコード協会リリースにおいて、フル配信でのダウンロード75万件（トリプル･プラチナ）が認定された。1980年代の楽曲がフル配信75万ダウンロード以上を達成した例は、本作とプリンセス プリンセス『M』の2例のみである。

## 曲情報
作詞・作曲：久保田利伸 編曲：杉山卓夫

## 収録アルバム
- オリジナル・アルバム『SHAKE IT PARADISE』（1986年9月10日）
  - 4曲目に収録。
- ベスト・アルバム『the BADDEST』（1989年10月8日）
  - 4曲目に収録。
- ベスト・アルバム『THE BADDEST 〜Hit Parade〜』（2011年11月23日）
  - 4曲目に収録。

## タイアップ
共に番組エンディングテーマとして使用された。
- 噂的達人（TBSテレビ）
- ワールドプロレスリング（テレビ朝日）

他

## 他アーティストによるカバー
- 小野大輔
- 中西保志
- 米倉利紀
- 沢田知可子
- 中島美嘉
- 平原綾香
- 宮川愛
- 恵莉花
- 藤本記子
- SAKURA
- ATSUSHI
- Meajyu
- Smooth Ace
- JAY'ED
- Saina
- 2AM
- Water
- Sotte Bosse
- FOOMIN
- DEEP
- Yage
- Ms.OOJA
- スティービー・B
- DJ KOUTAROU.A
- 島谷ひとみ
- 小林香織
- Sweep×DJ blu
- 山本潤子
- シェネル - 英語詞でカバーし、後に日本語でもカバーしている。
- 張學友 - 広東語でカバーしている。
- JASMINE
- ボーイズIIメン
- 高杉さと美
- 槇原敬之
- 高橋洋子
- 中田裕二